# Atletiek op de Paralympische Zomerspelen 2024 - 400 m mannen T13
De 400 meter voor mannen klasse T13 op de Paralympische Zomerspelen 2024 vond plaats op 5 september in het Stade de France. Deze klasse is voor slechtziende atleten die meestal contouren kunnen herkennen op een afstand van 2 tot 6 meter. Atleten in deze categorie maken vaak geen gebruik van een gids. De winnaar van 2020 was Skander Djamil Athmani uit Algerije, die in 2024 zijn titel wist te prolongeren. De Japanner Fukunoga Ryota  behaalde het zilver en Buinder Bermúdez uit Colombia won de bronzen medaille.

## Records
Voorafgaand aan het toernooi waren dit de wereldrecords en Paralympische records.
| Wereldrecord        | Algerije Skander Djamil Athmani | 46.44 | Kobe  | 23 mei 2024      |
| Paralympisch record | Algerije Skander Djamil Athmani | 46.70 | Tokio | 2 september 2021 |

## Finale
| Rang   | Baan | Naam                   | Naam | Tijd  | Bijz. |
| ------ | ---- | ---------------------- | ---- | ----- | ----- |
| Goud   | 5    | Skander Djamil Athmani | ALG  | 47.43 |       |
| Zilver | 6    | Fukunoga Ryota         | JPN  | 48.07 |       |
| Brons  | 8    | Buinder Bermúdez       | COL  | 48.83 |       |
| 4      | 7    | Johannes Nambala       | NAM  | 48.89 | SB    |
| 5      | 4    | Edwin Masuge           | BOT  | 49.38 | PB    |
| 6      | 9    | Max Marziller          | GER  | 50.49 |       |
| 7      | 3    | Abdellatif Baka        | ALG  | 52.25 |       |
| 8      | 2    | Moses Misoya           | MAW  | 54.27 | PB    |
| –      | 1    | Jakkarin Dammunee      | THA  | DNS   |       |